# Black Star (bande dessinée)
Pour les articles homonymes, voir Black Star.
Black Star. La Véritable Histoire de Satchel Paige (anglais : Satchel Paige: Striking Out Jim Crow) est une bande dessinée écrite par James Sturm et dessinée par Rich Tommaso publiée aux États-Unis en 2007 par le Center for Cartoon Studies (en) et Disney Hyperion. C'est une biographie du joueur de baseball noir-américain Satchel Paige (1906-1982). En 2009, la maison d'édition français Delcourt en a publié la traduction en français.

## Prix et récompenses
- 2008 : Prix Eisner du meilleur album inspiré de la réalité